# فيكتور بوا
فيكتور بوا (بالإسبانية: Víctor Púa) (مواليد 31 مايو 1956) هو لاعب كرة قدم. يلعب مع منتخب الأوروغواي لكرة القدم. سبق له أن لعب في كأس العالم لكرة القدم مع منتخب بلاده.

## روابط خارجية
- فيكتور بوا على موقع قاعدة بيانات كرة القدم.إي يو (الإنجليزية)
- فيكتور بوا على موقع ناشيونال فوتبول تيمز (الإنجليزية)
- فيكتور بوا على موقع Soccerway.com (الإنجليزية)
- فيكتور بوا على موقع عالم كرة القدم.نت (الإنجليزية)